# アルバロ・ムティス
アルバロ・ムティス・ハラミージョ（スペイン語: Álvaro Mutis、1923年8月25日 - 2013年9月22日）は、ボゴタ出身でメキシコシティに在住していた、コロンビア人の小説家・詩人である。青年期から亡くなるまでメキシコに住んでいた。現代イスパノアメリカ文学で最も重要な作家だと考えられている。1988年にハビエル・ビジャウルティア賞、1997年アストゥリアス皇太子文学賞、1997年レイナ・ソフィア・イベロアメリカ賞、2001年セルバンテス賞、2002年ノイシュタット国際文学賞を受賞した。

## 生涯
1923年8月25日にコロンビアの首都ボゴタで生まれた。1925年、2歳のときに、父親の仕事が理由でベルギーに行った。彼はブリュッセルで勉強を開始した。彼はまず休暇でコロンビアへ戻り、その後は、長い期間コロンビアに長期間滞在をした。彼は、セントラル山脈にある、トリマ県イバゲ市の近くにある、コエジョ-ココラ管轄区で母方の祖父が創設したコーヒー・サトウキビ農園に住んだ。
父親が33歳で突然亡くなる9歳までベルギーに住んでいた。アルバロの最高の思い出はブリュッセル時代のものである。父親の死後、母親はコロンビアに戻り、コエジョの農園に専念することにした。ムティスにとって、ヨーロッパを離れることは大きな損失だった。彼の海、船と旅行への興味が目覚めたのは、ヨーロッパとコロンビア間の、貨物と乗客を半分ずつ乗せた小型船での移動が元になっている。
ブリュッセルのイエズス会サン=ミシェル学校での勉強を辞めた後、彼は中等教育課程の修了証書を得るために、マジョール・デ・ヌエストラ・セニョーラ・デル・ロサリオ学校に入学した。この名門校の彼のスペイン文学教師は著名なコロンビア人詩人のエドゥアルド・カランサだった。ビリヤードと詩は得意だったが、決して賞を獲得したことはなかった。
1941年、彼は結婚し、3人の子供を授かった。1942年、彼はヌエボ・ムンドラジオ局でジャーナリストとして働き始め、そこでエドゥアルド・サラメア・ボルダの後任を務めた。
スタンダードオイル、パンアメリカン、コロンビアピクチャーズなどの広報担当を務めた後、1948年に最初の詩集を発表した。彼は以前から詩を『エル・エスペクタドール』新聞に発表していた。1953年、彼の作品の象徴的なキャラクター、マクロール・エル・ガビエロが初めて登場する詩のシリーズ"Los elementos del desastre"を発行した。これは、今世紀のスペイン語文学界の大きな出来事の1つになった。
最初の妻とは離婚をした後、1954年に再婚した。この結婚で娘がもう1人生まれた。
彼は広報担当の役員だが、多国籍企業エッソ社のお金を、常軌を逸するほど文化活動や困った作家や芸術家たちの為に勝手に運用していた為、会社から訴えられた。このような状況のもと、兄のレオポルド、カシミロ・エイガーとアルヴァロ・カスターニョ・カスティージョは、メキシコへの緊急旅行を手配した。そして、メキシコが彼の居住地になった。
1956年、彼は2通の推薦書を持ってメキシコに飛んだ。1通はルイス・ブニュエル宛て、もう1通はルイス・デ・リャノ宛てだった。そして、メキシコシティに移り住んだ。これらの推薦書のおかげで、彼は広告会社の役員として職を得、後にプロダクションプロモーターおよびテレビ広告営業マンとなり、メキシコの知識人たちの世界で、後に友人となるオクタビオ・パス、カルロス・ㇷエンテス、エミリオ・ガルシア・リエラ、ルイス・ブニュエルなどの人々に出会った。
メキシコに到着してから3年後、ムティスはインターポールによって拘留され、15か月間、「ブラック宮殿」として知られるレクンベリ刑務所に収容された。刑務所内での彼の経験は、人間の痛みと苦しみに対する見方を完全に変えた。
1960年頃、彼は刑務所収容中に書いた"Diario de Lecumberri"で散文へ作品の方向転換を始めた。二人目の妻とも離婚をした。そして1966年、三人目の妻と婚約した。
アルバロ・ムティス作品に対する最初の重要な賞は、1974年に受賞したコロンビアの国民文学賞である。
1978年に小説を書き始めた。広く知られたのは、1986年に発行されたマクロール・エル・ガビエロシリーズの最初の小説"La nieve del Almirante"だけであった。その後、次々に重要な賞を受賞し始めた。彼と同時期の作家の一人が 「マクロール・エル・ガビエロシリーズは、疑いもなく、刺激的な物語の展開、恐ろしい程の深さ、偉大な職人技の文章構築と絶え間ない詩と繊細さを持った、スペイン語文学の最高傑作だ」と、称賛した。
1988年、彼は定年退職して、読書と執筆に専念した。同じく、マクロル・エル・ガビエルノが主役の彼の小説"Ilona llega con la lluvia"がスペインのモンダドリ社によって出版された。
1989年、メキシコの ハビエル・ビジャウルティア賞を受賞し、メキシコ・アギラ・アステカ勲章を授与された。モンダドリ社からは小説”Un bel morir"を出版した。アランゴ社からは"La última escala del Trump Steamer"を出版した。彼の小説、"La nieve del Almirante ", "Ilona llega con la lluvia"がフランスのメディシス賞外国小説部門を受賞した。フランス政府は彼に芸術文化勲章の最高等級のシュヴァリエを与えた。
1990年に、"Amirbar"がスペインとコロンビアで同時に出版された。イタリアはアルバロにイタリア国内で出版された最高の外国語文学作品に贈られるノニーノ賞を与えた。小説"Abdul Bashur, soñador de navíos"が翌年出版された。
1993年、シルエラ社からマクロールシリーズの"Empresas y triblaciones de Maqroll el Gaviero"と、これまで未発表だった"Tríptico de mar y tiuerra"を含む二巻を発行した。
1996年、アルファグアラ社は、"Empresas y tribulaciones de Maqroll el Gaviero"を1巻にまとめて再発行する決定をした。
2001年には、イスパニア文学で最も重要な賞であるセルバンテス賞を受賞した。
2013年9月22日、アルバロは呼吸器疾患のためにメキシコシティで90歳の時亡くなった。彼の依頼で、妻はアルバロが幼少時代の一時期を過ごしたコエジョ村の川に、彼の遺灰を撒くことを表明した。

## アルバロ・ムティスについての著作

### 書籍
- Tras las rutas de Maqroll El Gaviero: 1981-1988, 1988, Santiago Mutis, ed.
- Álvaro Mutis, 1989, de: Juan Gustavo Cobo Borda
- Tras las rutas de Maqroll El Gaviero: 1988-1993, visitaciones entrevistas, estudios, notas críticas, 1993, Santiago Mutis, ed.
- Celebraciones y otros fantasmas: Una biografía intelectual de Alvaro Mutis, 1993, de: Eduardo García Aguilar
- El reino que estaba para mí, 1993, conversaciones con Fernando Quiroz
- Contextos para Maqroll, 1997, Ricardo Cano Gaviria, ed.
- Para leer a Alvaro Mutis: ensayo y pensamiento, 1998, de: Juan Gustavo Cobo Borda
- El marinero y el río: dos ensayos de literatura colombiana, 2000, de: Fabio Rodríguez Amaya
- Caminos y encuentros de Maqroll el Gaviero: escritos de y sobre Alvaro Mutis, 2001, Javier Ruiz Portella, ed.
- Mito y trascendencia: en maqroll el gaviero, 2002, de: Alonso Aristizábal
- Maqroll el gaviero o las ganancias del perdedor: ensayo sobre la obra narrativa de Alvaro Mutis, 2006, de: Myrta Sessarego
- Las fabulaciones de Maqroll el gaviero: narración y desesperanza en la obra de Alvaro Mutis, 2007, de: María Eugenia Rojas Arana
- Historia y ficción en la obra de Álvaro Mutis y otros ensayos, 2010, de: Osvaldo Granda Paz
- Maqroll y compañía, 2012, de: Mario Barrero Fajardo
- Dos maestros del mito: Álvaro Mutis y Pedro Gómez Valderrama, 2012, de: Alonso Aristizábal

### 学位論文
- La estética del deterioro: una lectura de Alvaro Mutis, 1991, de: Consuelo Hernández
- De Mutis a Mutis: para una ilícita lectura crítica de Maqroll el gaviero, 1995, de: Fabio Rodríguez Amaya
- El nombre, el mito y la postmodernidad: la nominación en el proceso de generación de un sentido mítico en las novelas de Alvaro Mutis, de: Luz Marcela Hurtado Cubillos y Krzystof Andrzej Kulawik
- Maqroll el Gaviero dans l'oeuvre d'Alvaro Mutis: de l'alter ego a l'autre, 1996, de: Michéle Leray Lefort
- Identidad y representación del personaje posmoderno : la saga de Maqroll el gaviero, 1999, de Doris Amanda Barón-Fritts
- Las formas del exilio en los trópicos: la voz de Maqroll el gaviero en la obra de Alvaro Mutis, 2000, de: María Elvira Olaya García
- Reflexión axiológica sobre La nieve del almirante, de Alvaro Mutis, de: Demetrio Charalambous
- Maqroll: hombre de empresas y tribulaciones. Un acercamiento a la narrativa de Alvaro Mutis, 1997 de: Yanith Gutierrez Durán